# Watership Down (telessérie)
Watership Down (em Portugal se chama A Terra Prometida) é uma série de televisão britânico-canadense do gênero fantasia adaptada do livro Watership Down escrito por Richard Adams. foi uma co-produção da Alltime Entertainment do Reino Unido e Decode Entertainment do Canadá, e produzido por Martin Rosen (diretor da adaptação do filme). Foi produzido com a participação do Canada Media Fund. a série nunca lançou no Brasil.
Watership Down transmitiu 39 episódios e 3 temporadas, tanto na YTV no Canadá como no CITV no Reino Unido, embora o último não tenha transmitido na terceira temporada. Estrelou vários atores britânicos bem conhecidos, incluindo Stephen Fry, Rik Mayall, Phil Jupitus, Jane Horrocks, Dawn French, John Hurt e Richard Briers, entre outros. Hurt e Briers também estrelaram o filme. Stephen Gately cantou uma nova canção de "Bright Eyes" de Art Garfunkel, que foi incluído no filme de 1978, enquanto Mike Batt (que escreveu "Bright Eyes") e a Royal Philharmonic Orchestra que contribuíram com uma pontuação completamente nova. Em 2003, o compositor Eric Robertson, bem como David Greene e Mike Batt foram nomeados para um Prêmio Gemini para a melhor pontuação de música original para uma série dramática por seu trabalho na série.
Alguns episódios da adaptação foram lançados em VHS e pela Disney Videos em 1999 e 2000. mais tarde, foi lançado em DVD pela Universal Pictures e Right Entertainment, e em VHS e DVD nos Estados Unidos pela GoodTimes Entertainment. Em outubro de 2005, um conjunto de caixa de DVD das três temporadas da série foi lançado no Reino Unido. Na Austrália, a Umbrella Entertainment lançou a série em DVD.

## Visão Geral da Série
Seguindo o enredo original do livro, Watership Down segue a vida de um grupo de coelhos quando eles deixam seu warren (que está em perigo) em busca de uma nova casa segura. Eles atravessam o campo inglês até encontrar um monte chamado Watership Down, onde eles começam um novo warren (que significa "coelheira" em inglês). No entanto, eles estão em perigo por um grupo de coelhos malvados chamado de Efrafa, que é liderado pelo autoritário e perigoso General Woundwort, e eles logo são forçados a defender sua casa e suas vidas.
Embora a primeira temporada tenha mudado alguns elementos do livro original no início (por exemplo: um personagem da série chamado Blackberry, no livro era do sexo masculino, mas na série o personagem é do sexo oposto), mais tarde na mesma série, bem como na segunda e terceira temporada, com muitos episódios focados exclusivamente em novos personagens e situações. Por exemplo, no segundo episódio, "Home on the Down", Hazel percebe que Blackberry tem que fazer toda a escavação de sua nova tenda, o papel tradicional dos coelhos é injusto e contraproducente. Assim, ele e Fiver devem encontrar uma maneira de convencer os outros coelhos para ajudá-la.
Além disso, a terceira temporada apresentou uma nova sequência de abertura e estilo de animação, juntamente com muitos dos atores de voz originais, deixando apenas um punhado do elenco original. A série tornou-se um tom notavelmente mais sombrio, acrescentando elementos de mística e magia, como os encontros de Campion com o Coelho Negro de Inle, os poderes psíquicos de Silverweed, embora estes fossem semelhantes aos poderes psíquicos de Fiver e de Hannah.
Embora a série tenha sido elogiada por públicos mais jovens no momento do ar da série, os fãs do livro e do filme deram comentários mistos devido a mudanças drásticas do livro e que a série é muito amigável em comparação com a violência do filme. A terceira temporada mudou isso para um tom mais sombrio.

## Elenco de voz
Watership Down foi dublada por muitos atores familiares no cinema e na televisão britânica. John Hurt, a voz de Hazel no filme, foi repreendido como a voz do General Woundwort, e Richard Briers, a voz de Fiver no filme, apareceu na série como Capitão Broom. Dawn French, Jane Horrocks, Stephen Fry, Phil Jupitus e Rik Mayall forneceram vozes, como Buttercup, Hannah, Cowslip, Dandelion e Kehaar, respectivamente. Em menor grau, o ex-membro Boyzone, Stephen Gately, que realizou o trabalho de "Bright Eyes", forneceu a voz de Blackavar e o ator de comédia Stephen Mangan forneceu a voz de Bigwig e, mais tarde, Silverweed, substituindo Tim McInnerny quem forneceu a voz de Silverweed para um episódio na primeira temporada. O ator Kiefer Sutherland estava envolvido e dublou um novo personagem chamado Hickory, mas apenas dublou o personagem em 3 episódios, para ser substituído na terceira temporada por Rob Rackstraw, que também fornece a voz para o Capitão Campion e vários outros personagens. Na terceira temporada, a maioria das vozes de celebridades foram reduzidas e foram substituídas por atores de voz de alto perfil, com apenas alguns dos dubladores originais retomando seus papéis e fornecendo vozes adicionais.

### Todas as Temporadas
- Rob Rackstraw como Campion, Hickory (Terceira temporada), Raincloud e Granite
- Stephen Mangan como Bigwig, Silverweed (Terceira temporada) e Shale
- David Holt como Vervain, Bluesky, Boxwood e Darkling
- Andrew Falvey como Fiver, Flax (Primeira temporada) e Felspar
- Sue Elliot Nicholls como Blackberry e Tabitha
- Lee Ross como Hawkbit
- Richard Briers como Capitão Broom

### Somente na primeira e segunda temporada
- Ian Shaw como Hazel
- Rik Mayall como Kehaar
- Elliot Henderson-Boyle como Pipkin
- Stephen Fry como Cowslip
- Kiefer Sutherland como Hickory
- Stephen Gately como Blackavar
- Kate Ashfield como Primrose
- Tim McInnerny como Silverweed
- Dawn French como Buttercup
- Stephanie Morgenstern como Marigold
- Anthony Barclay como Culoci
- John Hurt como General Woundwort
- Matt Wilkinson como The Weasel
- Phill Jupitus como Dandelion
- Jane Horrocks como Hannah
- Tom Eastwood como Moss
- Jo Rodriguez como Clover
- Robert Harper como Strawberry
- Janet Dale como Bark, Tassle, Frost e Katrina
- Alice Welsh e Sean Welsh como Filhos de Primrose e Hazel

### Somente na terceira temporada
- Anthony Jackson como Kehaar e Cowslip
- Maria Darling como Hannah e Pipkin
- Paul Panting como Strawberry e Flax
- Penny Freeman como Marigold
- Nigel Pegram como Moss, General Woundwort e Dandelion

Esses dubladores também substituíram os atores que deixaram seus papéis das duas temporadas, mas esses papéis são atualmente difíceis para os fãs identificarem quem desempenhou o papel, pois os créditos da terceira temporada apenas alistaram os nomes dos atores e não os papéis que eles desempenharam.

## Personagens

### Watership Down
Hazel - O protagonista principal da série e irmão mais velho de Fiver. Ele lidera os coelhos de Sandleford e, eventualmente, se torna o Coelho Chefe de Watership Down. Embora ele não seja o mais forte ou mais inteligente dos outros, mas Hazel é um líder carismático que reconhece e emprega as habilidades de seus companheiros para um grande sucesso. Ele é baleado enquanto liberta os coelhos de Hutch na Fazenda Nuthanger e quase morre, mas é salvo por seu irmão mais novo, Fiver. Apesar de sofrer essa lesão, ele conduz a incursão a Efrafa e vem com a estratégia final e bem-sucedida para vencer o General Woundwort. A namorada de Hazel é Primrose, a quem ele libertou de Efrafa e que teve filhos com ela.
Fiver – o irmão mais novo de Hazel. Um pequeno coelho difícil, cujas visões da destruição da coelheira Sandleford os levaram a sair, juntamente com seu irmão mais velho Hazel e vários outros coelhos. Parece ser mais presciente do que sua contraparte no livro, e suas visões vêm em rimas. Ele muitas vezes se sente responsável por prever coisas terríveis ou se culpar por seus resultados. Ele e Hazel são muito próximos.
Bigwig – Anteriormente um oficial no Owsla de Sandleford, por causa da grande quantidade de cabelos que cercam seu rosto, dando-lhe a aparência de uma espécie de coelho chamado "lionhead". O maior e mais poderoso dos sobreviventes de Sandleford, ele geralmente é contundente e impaciente por ações e lutas perigosas. Depois de quase ser morto em uma armadilha no episódio 3, ele percebe que Fiver está certo na maioria das vezes. Ele rapidamente faz amizade com Kehaar e muitas vezes pede sua ajuda no nome de Hazel. Hazel o seleciona frequentemente para as missões mais perigosas, como a infiltração da Efrafa. Mais tarde, ele se torna o capitão da Owsla de Watership Down e cai por Spartina, uma coelha de Darkhaven.
Blackberry – Enquanto Blackberry era um personagem masculino no livro original, na série de TV, Blackberry é um coelho do sexo oposto que é hábil com ervas e é referido como o especialista em escavação. Como no livro, ela é a mais inteligente dos coelhos, e muitas vezes vem com ideias engenhosas. Ela é a única fêmea a ir para Watership Down com Hazel e os outros. Mais tarde na série, ela se apaixona por Campion. Ela está devastada quando pensa que Campion está morto, mas é reencontrada com ele quando ela é tomada prisioneira em Darkhaven. No final da série, ela e Campion voltaram para Watership Down juntos.
Dandelion - Dandelion é um contador de histórias. Ele é pregador de peças e um cara sábio e fornece grande parte do alívio da comédia da série. Ele é um bom amigo de Hawkbit, apesar de sua atração mútua por Heather, uma ex-Efrafan (que depois sai com Moss para começar um novo Warren). Ele e Hawkbit servem no Owsla com Bigwig juntos.
Pipkin - Um coelho muito jovem e aventureiro ansioso para provar-se nos olhos de seus companheiros maiores (particularmente Hazel e Bigwig). Ele é o mais novo dos coelhos Watership Down e tem o dom de fazer amigos com todos, incluindo outros animais, a ponto de que quando ele estiver em apuros eles se juntarão imediatamente com os coelhos Watership Down para vencer seu resgate. Mesmo o General Woundwort descobriu que ele não era imune ao encanto de Pipkin e se recusou a matá-lo, dizendo que seria como matar uma parte de si mesmo. Durante a última temporada, Pipkin cresce para ser um coelho responsável, mesmo sendo o "mais novo" no Owsla.
Hawkbit – Ele é um coelho pessimista, rabugento e sarcástico que sempre tem um comentário cortante para cada situação, mas é um membro confiável do warren e sempre que a ajuda é necessária. Um excelente exemplo do efeito que Hazel tem sobre esses coelhos que, de outra forma, teriam sido totalmente desconsiderados na hierarquia no Warren. Mais tarde ele se tornou um bom amigo do Dandelion e durante a última temporada, ele fica com Clover.
Captain Holly – Ex-capitão da Owsla de Sandleford, Holly tem apenas um papel menor e é usado principalmente como personagem secundário. Ele formou uma parte fundamental das defesas da Watership Down na última temporada.
Clover – Uma antiga coelha de uma gaiola resgatada da fazenda Nuthanger. Ela e Hawkbit ficam juntos no final da série.
Primrose - Nascida em Redstone e escrava em Efrafa até o resgate dos coelhos de Watership Down. A Primrose é muito apaixonada por Hazel, que se torna sua namorada e também é uma mãe dedicada a seus três filhos Snowdrop, Mallow e Gilia (que foram gerados por Hazel). Ela e Campion também têm uma ligação forte devido a sua salvação por ele várias vezes de volta em Efrafa. Em Efrafa, ela mostrou uma atitude rebelde e teimosa em relação a Vervain, que a intimidou e atormentou-a em cada oportunidade. Apesar de seu profundo ódio por Vervain, ela, Fiver, Holly e o Capitão Broom salvaram sua vida quando ele foi preso em algum fio, embora ela originalmente protestasse contra a ideia de ajudar o coelho. Mais tarde ela se odeia por deixá-lo ir quando descobriu que ele formou uma aliança por medo com Woundwort.
Blackavar - Uma escrava em Efrafa com Primrose que foi resgatado pelos coelhos Watership Down. Blackavar tem apenas um papel menor e é usado principalmente como uma personagem secundária.
Strawberry - Um coelho de laranja que sai do Warren de Cowslip depois de conhecer Hazel e Bigwig e se junta a eles em Watership Down. Inicialmente, ele era preguiçoso de seu tempo com Cowslip, ele mais tarde se revela um escavador consumado e serve no Owsla de Bigwig.
Captain Broom - O ex-capitão do Owsla em Redstone. Quando Primrose, agora livre de Efrafa, retorna para ver seus velhos amigos, Broom informa que uma doença não especificada apagou o Warren inteiro. Ele se junta aos coelhos de Watership Down no convite de Hazel. Ele geralmente os aborrece com seus contos altos, mas tem sabedoria (seu conhecimento sobre as ovelhas ajuda a evitar um desastre) e pode ser invocado em uma crise. Ele e o Capitão Holly também se dão muito bem um com o outro.
Kehaar – Uma gaivota de cabeça negra que é forçada a descer por uma asa ferida a se refugiar em Watership Down. Ele é caracterizado por sua freqüente impaciência, sotaque gutural e frases incomuns. Eventualmente, depois que Hazel e os outros fazem amizade com ele, ele voa sobre o campo em uma tentativa de descobrir outros warrens onde os coelhos podem se acasalar. Ele descobre um warren dos Efrafan e depois de ajudar os coelhos, ele conhece uma gaivota chamada Gluk e voa para a cidade para se estabelecer com ela, porque ela gosta mais da vida na cidade.
Hannah - é um rato marrom fêmea. Ela é uma boa amiga de Kehaar e tem uma espécie de relação de amor e ódio com Bigwig por ser muito pequena para ser de qualquer utilidade em uma briga, mas sua bravura é mais do que compensa seu tamanho. Após a partida de Kehaar, Hannah tenta aprender magia para ajudar seus amigos de Watership Down. Silverweed, em vez disso, leva sua magia para salvar Watership Down. Embora um rato apareceu no livro, apareceu apenas brevemente, e falou com um acento italiano grosso.
Snowdrop - é um filhote de coelho da cor branca do sexo feminino. um dos filhos de Hazel e Primrose.
Mallow - é um filhote de coelho da cor preto do sexo masculino. um dos filhos de Hazel e Primrose.
Gilia - é um filhote de coelho do sexo feminino. um dos filhos de Hazel e Primrose.

### Warren de Cowslip (A coelheira dos fios brilhantes)
Cowslip - o líder do warren, há alguma dúvida sobre se ele é insano ou totalmente malvado. Hazel, Fiver e Bigwig o encontram quando acompanham o Capitão Holly para recuperar um coelho ferido de Sandleford que está perdido lá, apenas para aprender o terrível segredo da coelheira quando Bigwig quase se torna uma vítima e que o coelho desaparecido era uma vítima. Ele se irrita com Hazel quando eles ajudam um grupo de seus coelhos a escapar de seu warren e até ajuda Woundwort a se vingar deles, no entanto, como ele próprio afirma: "Eu sou um conspirador, não um lutador" e ele usa os dois lados para seu próprio ganho. Mais tarde, ele troca seu vidente, Silverweed, para Woundwort em troca da destruição do warren de seu coelho escapado.
Silverweed – ele é um vidente com habilidades mentais semelhantes a Fiver, em particular possuindo a capacidade de ver a mente de outro coelho pelo toque. Ele é trocado por Woundwort para ajudá-lo a buscar seu destino e foi tirado da coelheira dos fios brilhantes para Darkhaven, mas depois acaba em Watership Down e se torna um bom amigo dos coelhos lá, mesmo sacrificando a maior parte de sua juventude para ajudar o warren de Woundwort.

### Coelhos de Efrafan
General Woundwort – Ele serve como o principal antagonista da série. Um líder brutal e tirânico que se vê como o que está fazendo tudo pelo melhor de seu guerreiro, Woundwort se esforça para destruir Hazel e seus amigos por causa da esperança de vida livre que representam para seus próprios assuntos. Ele tem uma pele preta e esfarrapada e está cega no olho esquerdo. Ele respeita Campion, mesmo depois de sua traição por ele, e ele muitas vezes castiga e ameaça Vervain, mas ainda o valoriza como conselheiro e sujeito leal. Ele mostra brevemente um lado mais suave depois que Pipkin lhe diz que seus pais foram mortos por uma doninha (um destino que o próprio Woundwort passou), e por um breve momento antes que a destruição de Efrafa se veja pelo que ele é e pelo que ele trouxe Efrafa. Após a destruição de Efrafa, Woundwort fica obcecado com a busca de seu destino de destruição, o que o leva ao warren em que ele nasceu: Darkhaven. No final, ele é tomado pelo Coelho Preto de Inlé junto com a maioria dos coelhos Darkhaven.
Campion – o subordinado mais confiável de Woundwort, Campion vê que a liderança de Woundwort está destruindo Efrafa, mas está dividida entre seus sentimentos pelos modos livres de Watership Down e sua lealdade ao chefe. Ele conheceu Blackberry e foi amor à primeira vista, mas ele se sacrificou para salvar seu chefe de uma caverna. Ele sobreviveu, embora horrivelmente cicatrizado, e foi levado para Darkhaven, como Blackberry logo depois, e eles fecharam seu amor em Darkhaven e escapou para Watership Down. Ele lutou na última batalha contra Woundwort. Depois, ele e Blackberry ficaram juntos.
Moss – Moss é um coelho militar que se torna líder dos coelhos Efrafa após a batalha com os coelhos de Watership Down.
Vervain - é um coelho covarde e sorrateiro, mais adepto de espionar os outros e ameaçar os mais fracos, então em combate real e é (ao lado de Woundwort) o coelho mais odiado e desprezado da história de Watership Down. Apesar de suas falhas, Woundwort o valora (embora ele não mostre isso) por sua lealdade a ele. Embora Campion tenha salvado sua vida em mais de uma ocasião, Vervain o odeia com uma paixão e não quer nada melhor do que fazer Woundwort perceber que Campion é um traidor. Kehaar não gosta particularmente de Vervain e o chama de "coelho feio". Após a destruição de Efrafa, Vervain tenta viver por conta própria, mas rapidamente perde a esperança, até ser salvo por Woundwort de uma doninha. Embora um pouco chocado com a crescente loucura de seu mestre, Vervain continua a servi-lo, embora mais por medo do que pela lealdade, e ele secretamente anseia levar uma vida diferente, mesmo que tais pensamentos sejam inúteis. No final, Vervain foge da batalha final e não é visto novamente.

### Coelhos de Redstone
Hickory - O líder da coelheira de Redstone e o pai de seus filhos. Ele e sua esposa Marigold logo foram acompanhados pelos coelhos de Watership Down.
Marigold -  Esposa de Hickory e a mãe de seus filhos.

### Fazenda Nuthanger
Duster - o cão da fazenda. Ele aparece pela primeira vez no primeiro episódio "The Promised Land", onde ele persegue os coelhos, mas falha no processo. Ele então tem uma pequena aparição no episódio "The Raid" onde ele late em Hazel enquanto ele escapa do celeiro. Ele também apareceu no episódio "A Tale of a Mouse" no qual ele está guardando os vegetais da fazenda. No final do episódio, ele persegue o gato da fazenda, Tabitha. A raça Duster é um pouco semelhante a raça Rottweiler
Tabitha - o gato da fazenda. Ela também aparece no primeiro episódio "The Promised Land", onde ela ataca Kehaar quando ele está tentando roubar sua tigela de peixe. Ela então teve um papel maior em dois episódios, "The Raid" e "A Tale of a Mouse". Em "The Raid", ela tenta atacar e comer Hazel, Fiver e Pipkin quando eles estão tentando liberar os coelhos de uma gaiola, mas falham. Em "A Tale of a Mouse", ela vai atrás dos coelhos novamente, e também depois de Hannah. No final, ela é perseguida por Duster em torno da fazenda. Tabitha aparece novamente em "The Betrayal" quando ela ataca Spartina em um celeiro na fazenda Nuthanger, e é expulsa por Bigwig e os outros. Ao contrário de Duster, ela pode falar (exceto em sua aparição em "The Promised Land").

### Coelhos de Darkhaven
Spartina - é uma guerreira de Darkhaven. Ela foi escolhida por Woundwort para enganar os coelhos da Watership Down para pensar que ela é sua amiga, então ela pode espioná-los e encontrar a localização de seus guerreiros. No entanto, enquanto ela estava lá, Silverweed conseguiu ver através de seu disfarce com seus poderes e ela confessou tudo para Hazel e os outros, já que ela está começando a ter sentimentos por Bigwig. Ela voltou para Darkhaven, para salvar Blackberry antes dela ser morta pelo Granite (sob suas ordens), mas ela logo é presa junto com ela. No entanto, ela conseguiu escapar junto com Campion e Blackberry e ajudou os coelhos Watership Down em sua luta contra Woundwort. No final, ela ficou junto com Bigwig no Watership Down depois da batalha final.
Granite - foi o chefe de Darkhaven, antes de perder seu título para Campion durante o combate (do qual, mais tarde, Campion deu o título de Woundwort assim que chegou a Darkhaven). Granite é sem dúvida um dos coelhos mais fortes do Warren. Ele foi instruído por Spartina para matar Blackberry na próxima lua cheia, no entanto, desde que Blackberry salvou sua vida, Granite foi incapaz de realizar a ação, o que significa que ele tem um senso de honra. Quando o Coelho Negro de Inlé foi convocado pela Silverweed, Granite fugiu por sua vida, deixando seu destino desconhecido.
Shale - é um coelho do Owsla de Darkhaven que seguiu as ordens do General Woundwort para destruir Watership Down. Na batalha final, ele, juntamente com o Woundwort e o resto dos coelhos de Darkhaven, foram pegos pelo Coelho Negro de Inlé.
Feldspar - é um coelho do Owsla de Darkhaven que segue as ordens do general Woundwort para destruir a Watership Down. Ele sempre é visto com Granite e Spartina. Na batalha final, ele, juntamente com Shale e o resto dos coelhos Darkhaven, foram pegos pelo Coelho Negro de Inlé.
Speaker of the Past - é um coelho que ensina outros coelhos sobre Darkhaven e como foi feito. Quando a lei de tentar curar o fraco é quebrada, ela não pode proteger um aluno que a violou. Durante a última batalha de Watership Down, seu destino é deixado desconhecido.

## Transmissão

### Reino Unido
- CITV (1999–2000)

### República da Irlanda
- TG4 (2000–2005)
- RTÉ Two (2005–2011)

### América do Norte
- YTV (Canada only)

### Alemanha
- Super RTL

### Grécia
- Channel 9 (2008–?)

### Mundo árabe
- Almajd TV Kids
- Basma
- Abu Dhabi TV
- Spacetoon

### Japão
- Cartoon Network (1999)
- NHK

### Portugal
- RTP2

### Brasil
- TV Cultura

### Sudeste Asiático
- Disney Channel Asia (2002-2004)

### Israel
- Arutz HaYeladim
- A série nunca foi transmitida no Brasil

## Diferenças do livro
Embora a história da série tenha sido amplamente baseada na do livro, com a maioria dos personagens e muitos incidentes mantidos, houve uma divergência crescente à medida que a série continuava, e em episódios posteriores, especialmente algumas histórias e personagens eram inteiramente novos.
- O nome de El-Ahrairah foi encurtado na série para El-ahrah.
- Hyzenthlay foi substituída por uma personagem chamada Primrose, e sua conexão com Efrafa foi substituída por uma herança em uma coelheira chamado Redstone. Sua capacidade de ter visões muito parecidas com Fiver também não estava presente
- O poder da presciência de Fiver tornou-se mais proeminente do que no livro e no filme. Ele fica em branco com visões, às vezes telepáticas, em vez de simplesmente entregar preságios, e também fala principalmente em rima enquanto estiver nesse estado (embora ele fale normalmente de outra forma).
- Kehaar, em contraste direto com o livro, corta seus instintos de gaivota e se apega aos coelhos de Watership Down, até mesmo afastando seu próprio tipo em um ponto.
- Alguns novos personagens da série exclusiva foram introduzidos, apesar do fato de que havia alguns personagens do livro original que nunca apareceu na série.
- Blackberry foi alterado de um coelho (macho) para uma coelha (fêmea).
- O backstory de Woundwort foi alterado para incluir uma conexão com uma coelheira chamada Darkhaven.
- O personagem Silverweed recebeu habilidades semelhantes às de Fiver e foi transformado em personagem principal da 3ª temporada, ao contrário do livro em que ele era um personagem menor.
- Blackavar ainda está vivo, em contraste com o filme em que ele foi morto por Woundwort (que é uma invenção do filme, como ele sobreviveu no livro. Também suas orelhas estão cortadas, o livro e o filme os retratam como sendo rasgados por guerreiros de Efrafa.)
- O personagem principal de Hannah, o rato feminino, foi adicionado para a série. Embora um rato masculino apareça no livro como um personagem menor, sua personalidade é muito mais do que a de Hannah e ele fala com um italiano como sotaque, enquanto Hannah tem um sotaque britânico como os coelhos.
- O capitão Vervain é totalmente diferente de como ele foi descrito no livro, pois ele recebeu uma personalidade mais esquisita e covarde.

Dois títulos que não apareceram no livro original foram adicionados: Redstone e Darkhaven. A coelheira de Redstone foi escavado sob os restos de um antigo círculo de pedra celta por uma banda de coelhos regulares, mas foi invadido por uma patrulha de Efrafan. A coelheira de Darkhaven estava localizado ao lado de um pátio de pneus em chamas com um grande poço onde os coelhos, de natureza extremamente cruel, batalhariam o cargo de Coelho Chefe.